# Decretum laudis
Decretum laudis (neboli deklarace chvály) je úřední listina, jíž Svatý stolec schvaluje existenci institutu zasvěceného života a uděluje mu moc vykonávat apoštolát v celé církvi (univerzální církev). Tento institut se pak nazývá institutem „papežského práva“ (iuris Pontificii). 

## Církevní právo
Pro vytvoření nové náboženské kongregace je nutné získat nihil obstat kompetentní církevní autority (Kongregace pro instituty zasvěceného života a společnosti apoštolského života) a schválení místa (tj. diecézní biskup). Kongregace je pak určena diecézním právem . 
Když kongregace nabývá na významu a je možné uznat její duchovní a apoštolskou zralost, může být formálně schválena papežem, který ji pak přeměňuje v shromáždění papežského práva. Poté podléhá přímo pravomoci Svatého stolce. Není-li dalších překážek, následuje po několika letech po dočasném schválení schválení konečné. 